# Center for Militære Studier
Center for Militære Studier (forkortet CMS) er et dansk forskningscenter under Institut for Statskundskab på Københavns Universitet. Centret undersøger internationale tendenser i en dansk sikkerhedspolitisk kontekst.
Centret blev grundlagt som Dansk Institut for Militære Studier (forkortet DIMS) i 2007, og var dengang underlagt Forsvarsakademiet. I forbindelse med forsvarsforliget 2010-2014, blev CMS oprettet som følge af en aftale mellem Forsvarsministeriet og Københavns Universitet. I 2016 placerede University of Pennsylvania som nr. 19 ud af 85 på deres globale liste over forsvars- og sikkerhedspolitiske tænketanke.
Foruden at producere videnskabelige publikationer og rapporter, afholder CMS offentlige og lukkede arrangementer – herunder seminarer, konferencer, debatmøder, samt forestår undervisning på Institut for Statskundskab på Københavns Universitet – herunder en årlig sommerskole om dansk forsvarspolitik og strategiske studier.
Centret ledes af Henrik Ø. Breitenbauch. Dets ansatte tæller bl.a. seniorforskere og forskere, militæranalytikere, en centeradministrator, ph.d.-stipendiater, videnskabelige assistenter og studentermedhjælpere.